# Urenui River
Der Urenui River ist ein Fluss im Westen der Nordinsel Neuseelands, der östlich von New Plymouth in die North Taranaki Bight mündet. Der Name der Māori bedeutet „Fluss der großen Männlichkeit“ oder auch „Fluss der großen Tapferkeit“.

## Geographie
Der Fluss entspringt im Norden und Osten des 325 m hohen Tuipake und fließt zunächst in nordwestlicher, dann in nordöstlicher Richtung bis zur Ortschaft Okoki. Dabei liegt der Taramoukou Forest im Westen, der Pouiatoa Forest im Osten. Bei Okoki knickt der Fluss in westnordwestliche Richtung ab und mündet in die 
North Taranaki Bight, eine Bucht der Tasmansee.

## Infrastruktur
Nahe der Mündung liegt die Ortschaft Urenui, durch die der New Zealand State Highway 3 führt. Von diesem zweigt die Okoki Road ab, die bis zur gleichnamigen Ortschaft führt. Von Okoki aus folgt die Piko Road dem Flussverlauf bis zu einem Punkt wenige Kilometer von der Quelle.